# NBC Radio Network
NBC Radio Network (также известная как NBC Red Network с 1927 по 1942 г.) — бывшая американская коммерческая радиосеть, которая непрерывно работала с 1926 по 1999 г. Наряду с NBC Blue Network, являлась одной из первых общенациональных сетей США. Её основными конкурентами были Columbia Broadcasting System (CBS), основанная в 1927 году, и Mutual Broadcasting System, основанная в 1934 году. В 1942 году NBC пришлось продать одну из своих национальных сетей, поэтому она продала NBC Blue, которая вскоре была переименована в American Broadcasting Company (ABC). После этого разделения Red Network продолжила работу как NBC Radio Network.
В течение первых 61 года своего существования эта сеть принадлежала Radio Corporation of America (RCA) с нью-йоркской радиостанцией WEAF (с 1946 г. переименована в WNBC, с 1954 г. — WRCA, с 1960 г. снова WNBC) в качестве флагманской станции. После того, как телевидение стало доминирующим средством развлечения и большая часть талантов NBC Radio перешла как на CBS, так и на телевидение NBC, сеть сделала многочисленные инвестиции в программы в надежде сохранить актуальность. К ним относятся программа выходного дня «Монитор» (1955—1975), служба новостей и информации NBC, посвященная всем новостям (1975—1977), и служба разговорного радио NBC Talknet, каждая из которых столкнулась с разной степенью успеха или неудачи.
После покупки RCA компанией General Electric в 1987 году радиосетевое подразделение NBC было продано компании Westwood One, которая уже приобрела Mutual и объединила их вместе. NBC Radio News, которое также объединилось с новостной службой Mutual, прекратило большинство своих функций 17 апреля 1999 г. после того, как в результате дальнейшей консолидации NBC и Mutual были объединены под брендом CBS. Westwood One и её сеть-преемница продолжали использовать бренд NBC для некоторых своих программ до 2020 года, сотрудничая с NBC News для управления NBC News Radio с 2003 по 2014 год и с NBC Sports для NBC Sports Radio. С 2016 года iHeartMedia занимается производством и распространением NBC News Radio.

### Сеть WEAF
Создание National Broadcasting Company в 1926 г. было консолидацией и реорганизацией более ранних операций сетевого радио, разработанных American Telephone & Telegraph Company (AT&T) в 1922 г., в дополнение к более ограниченным усилиям, предпринятым компаниями «радиогруппы» из Radio Corporation of America (RCA) и её корпоративных владельцев, General Electric (GE) и Westinghouse Electric & Manufacturing Company (и, в течение определённого периода времени, United Fruit Company).
Организованное радиовещание началось в начале 1920-х годов, и вскоре AT&T стала лидером отрасли. В 1920 и 1921 годах AT&T заключила ряд соглашений о перекрестном лицензировании патентов с компаниями «радиогруппы». «Радиогруппа» начала переговоры под этим названием в рамках соглашения о перекрестном лицензировании между GE и Westinghouse, заключенного 1 июля 1921 года. В соответствии с этими соглашениями AT&T утверждала, что обладает исключительным правом продавать коммерческое время на радиостанциях, что она называла «платным вещанием», хотя в течение следующих нескольких лет идея рекламы на радио будет вызывать споры.. AT&T также осознала, что её длинная телефонная сеть может использоваться для соединения радиостанций, чтобы сформировать сети для разделения программ и расходов.

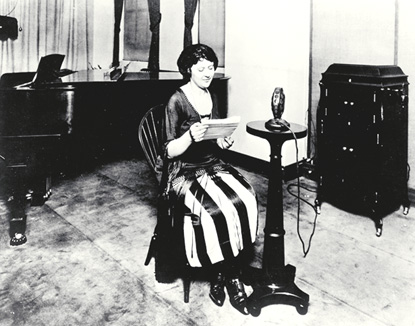
Ведущая The Eveready Hour Хелен Хан в студии WEAF, ок. 1922.

В начале 1922 г. AT&T объявила о создании «платной» станции в Нью-Йорке и о своем намерении разработать общенациональную коммерческую радиосеть с использованием своей инфраструктуры Bell System. Первоначальный план «платной» станции заключался в том, чтобы предложить станцию в аренду различным операторам за плату, основанную на продолжительности эфирного времени и конкретной части дня. Из двух станций в Нью-Йорке, созданных AT&T, WEAF оказалась более успешной и послужила ключевой станцией для развития сети AT&T. Хотя первоначальный план состоял в том, чтобы построить дополнительные станции по всей территории США, «бум радиовещания» 1922 года привел к тому, что к концу года в общей сложности было создано более 500 различных радиовещательных станций, поэтому AT&T сочла необходимым построить только одну дополнительную точку — WCAP в Вашингтоне, округ Колумбия, принадлежащая дочерней компании Chesapeake & Potomac..

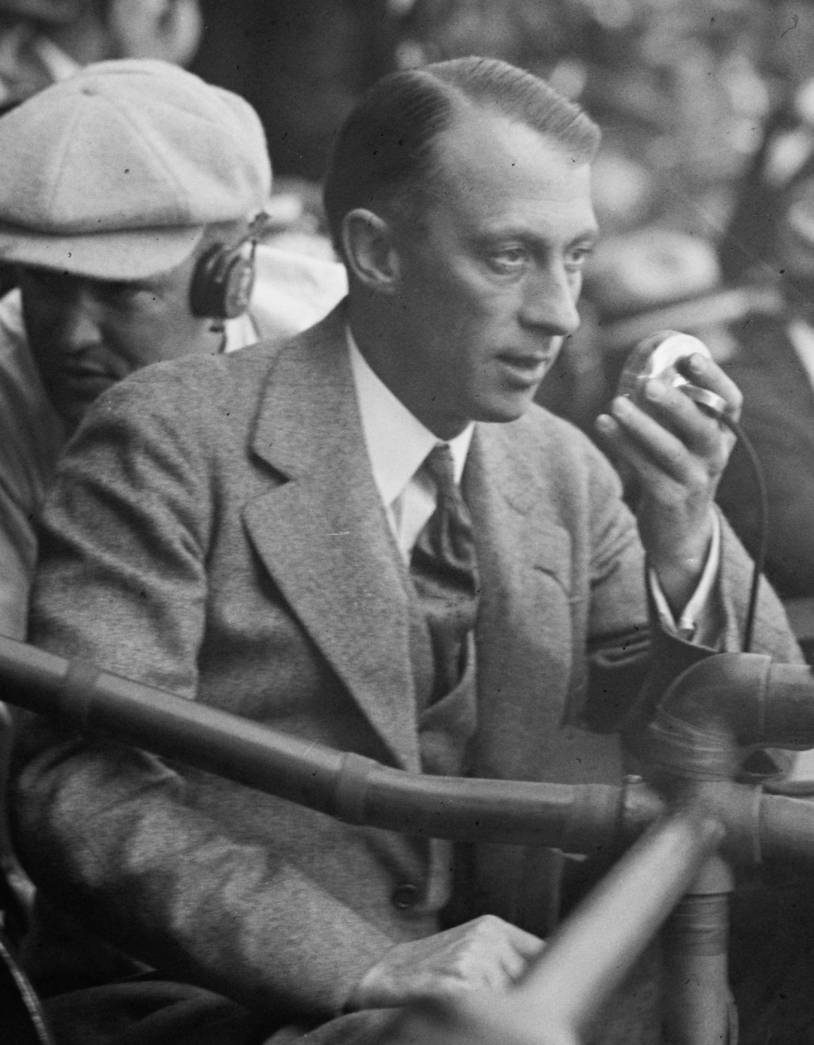
Диктор WEAF Грэм МакНэми ведёт трансляцию Мировой серии 1924 г.

Радиосеть AT&T, обычно называемая «сеть WEAF», была впервые разработана на северо-востоке США. Первая совместная трансляция была предпринята 4 января 1923 г., когда программа, созданная WEAF, была передана WNAC в Бостоне. Первая непрерывная связь была установлена 1 июля 1923 года, когда полковник Эдвард Х. Р. Грин договорился с AT&T о предоставлении программ WEAF для ретрансляции его станцией WMAF в Южном Дартмуте, штат Массачусетс.. Первая трансконтинентальная связь была установлена в начале 1924 года, и той осенью сеть из 23 станций от побережья до побережья транслировала речь президента Калвина Кулиджа. К концу 1925 года в стандартной «цепочке WEAF» насчитывалось 26 филиалов, простирающихся на запад до Сент-Луиса и Канзас-Сити, штат Миссури.
Одним из первых успехов «цепи WEAF» стала The Eveready Hour, первая спонсируемая программа, которая транслировалась по радиосети и оплачивалась National Carbon Company. Дебютировав на WEAF в декабре 1923 г., популярность программы быстро росла; в отличие от большинства спонсируемых программ, в которых обычно использовалась музыка танцевального оркестра, она считается первой эстрадной программой и первой, в которой использовались сценарии и генеральные репетиции перед трансляцией. Выпуск Eveready Houss от 4 ноября 1924 года заметно перемежался с результатами выборов, прочитанными Грэмом Макнейми из WEAF и транслировавшимся по сети WEAF «далеко после полуночи». Макнейми уже сделал ещё один первый шаг для «цепи WEAF» месяцем ранее, начав пошаговую трансляцию Мировой серии 1924 года по соединению с восемью станциями.
11 мая 1926 года AT&T централизовала свои радиооперации в новую дочернюю компанию, известную как Broadcasting Company of America. Хотя в то время это не было широко известно, это было сделано в ожидании продажи радиосети в результате решения руководства о том, что радиооперации несовместимы с основной ролью компании как ведущего поставщика телефонных и телеграфных услуг в США.

### Сеть WJZ

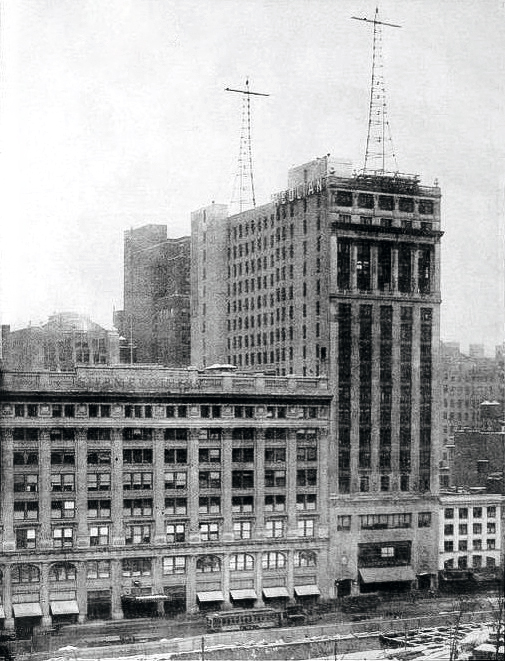
Эолийский зал в Нью-Йорке был домом для WJY-WJZ и «сети WJZ».

«Радиогруппа» быстро осознала ценность сетевого программирования, но не смогла эффективно конкурировать. Утверждение AT&T о том, что только она может продавать радиорекламу, означало, что станции радиогруппы должны были быть свободны от рекламы и, таким образом, финансироваться их владельцами, что вскоре стало серьёзной утечкой прибыли компании. Усилия радиогруппы будут сосредоточены на WJZ, станции в Ньюарке, штат Нью-Джерси, которую RCA приобрела у Westinghouse и переехала в Нью-Йорк 14 мая 1923 г., в тот же день, когда WJY была запущена как таймшер, а также принадлежит RCA и вещает из помещений WJZ Aeolian Hall. Затем RCA открыла WRC в Вашингтоне, округ Колумбия, в качестве таймшера с WCAP 1 августа 1923 года; большая часть ранних усилий RCA заключалась в том, чтобы связать WRC и WJZ, как это уже делал WCAP для WEAF. Однако AT&T обычно отказывала конкурентам в доступе к своим высококачественным телефонным линиям, поэтому в этих усилиях обычно пытались использовать телеграфные линии, которые оказались неспособными к передаче звука хорошего качества. Также исследовалось использование мощных станций и коротковолновых соединений, но ни один из этих подходов не соответствовал надежности и качеству телефонных линий AT&T.
Первая трансляция сети RCA состоялась 17 ноября 1923 года, когда WJZ ретранслировал ретрансляцию футбольного матча колледжа Princeton Tigers — Harvard Crimson на WGY GE в Скенектади, штат Нью-Йорк, соединенных вместе через систему Western Union. Первая попытка использовать короткие волны для сетевого вещания была предпринята 7 марта 1924 года, когда KFKX Westinghouse в Гастингсе, штат Небраска, построенный как экспериментальный ретранслятор для KDKA и заменивший KDPM в Кливленд—был частью сети из четырёх станций, включающая WJZ, WGY и KDKA, а KGO в Сан-Франциско получает сигнал KFKX. В то время как это экспериментальное реле страдало от «едва различимого» звука на стороне KGO, вторая попытка (также включая WRC) 15 ноября 1924 года была признана трансконтинентальной успешной, поскольку KGO лучше смог поймать KFKX. «Сеть WJZ» продемонстрировала небольшой рост по сравнению с усилиями AT&T. Инаугурационная речь президента Кулиджа в марте 1925 года была отправлена по трансконтинентальной сети AT&T из 23 станций, но трансляция речи сети WJZ транслировалась только четырьмя станциями, расположенными на Востоке.

## Красная и синяя сети

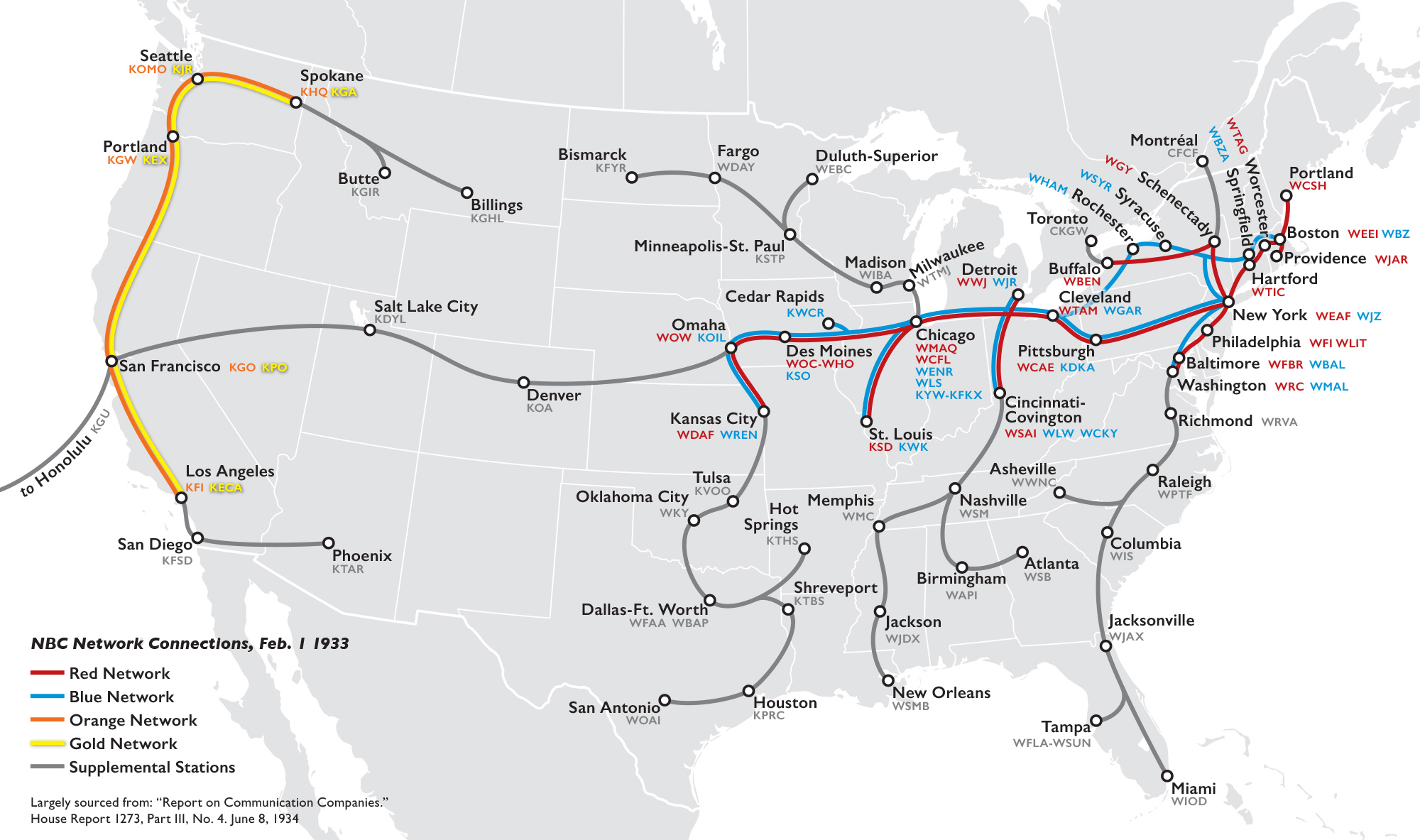
Две сети NBC в 1933 г.

После образования NBC 1 января 1927 года RCA открыла вторую сеть; названная «синей» сетью, её возглавляла WJZ вместе с принадлежащими Westinghouse WBZ, KDKA и KYW; с сетью под руководством WEAF, одновременно называемой «красной» сетью". Дебютная программа, спонсируемая Victor Talking Machine Company, транслировалась по обеим сетям и впоследствии еженедельно чередовалась между ними. Легенда часто предполагает, что «красные» и «синие» названия произошли от кнопок, которые ранние инженеры использовали для обозначения филиалов WEAF (красные контакты) и WJZ (синие контакты) или даже от цвета проводов, используемых для распределительных щитов. Вероятное объяснение предполагает, что названия были получены из схем цепей, нарисованных цветным карандашом инженерами Bell System, которые были перенесены, поскольку эти схемы начали использоваться исключительно для радио, таким образом, отмеченная красным прежняя «сеть WEAF» стала «„красной сетью“. Названия не сразу стали общепринятым явлением, поскольку газеты также супоминали „NBC-WEAF“ или „NBC-WJZ“»; лишь в 1936 г. NBC сделала «NBC Red» и «NBC Blue» официальными обозначениями сетей.
В начале 1927 года KFI в Лос-Анджелесе и KPO в Сан-Франциско успешно транслировали программы в прямом эфире в собственную региональную сеть, получившую название «Orange Network», в частности, положив начало розыгрышу Роуз Боул 1927 года и живое исполнение Кармен из Филармонического зала 23 января 1927 года; последняя трансляция дополнительно транслировалась по CNVR в Ванкувере, WAMD в Миннеаполисе и WGY. Присоединившись к NBC, Orange Network передала обращение президента Кулиджа, которое 22 февраля совместно транслировалось по Red и Blue. Orange Network официально перезапустилась как часть NBC 5 апреля 1927 года, добавив KGO и три другие станции. В конечном итоге NBC использовала Оранжевую сеть для передачи программ Красной сети в штаты Тихоокеанского региона, а Красная сеть передала программы Оранжевой сети для Восточного побережья.

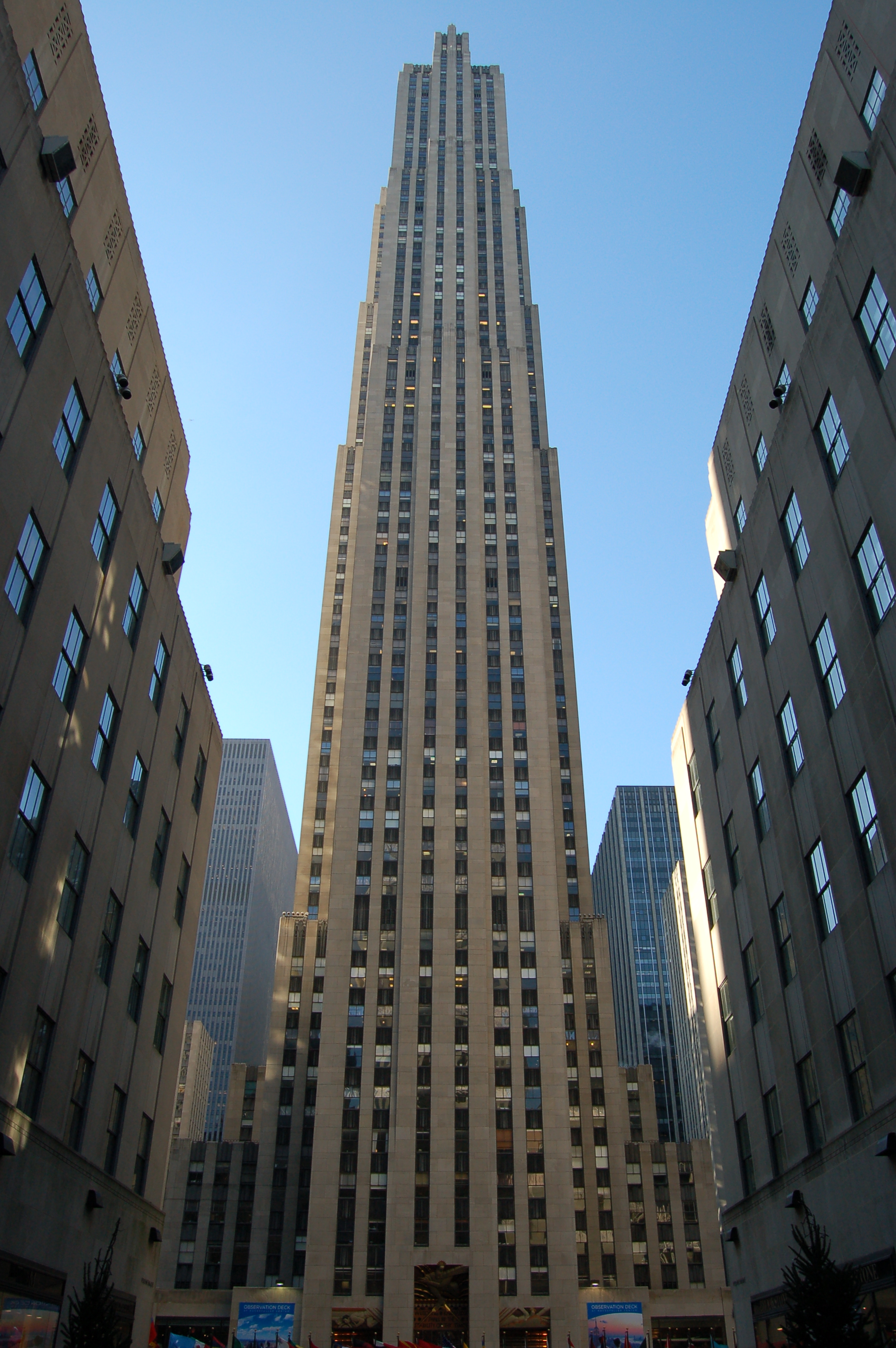
Штаб-квартира NBC с 1933 года - 30 Rockefeller Plaza.

В то же время NBC начала приобретать радиостанции для расширения своего охвата, в марте 1930 г. купив KGO и KOA в Денвере у GE. Дочерняя компания Кливленда WTAM, станция с чистым каналом мощностью 50 000 Вт, была приобретена у Cleveland Electric Illuminating и братьев Ван Свериген 16 октября 1930 года. . Чикагская станция WENR, работающая в режиме разделения времени с WLS, была куплена в июле 1931 г. у Сэмюэла Инсулла за 1 млн долл., что было сопоставимо с рекордной продажей WEAF в 1926 г.. WENR была связана с дочерней компанией Columbia Broadcasting System WMAQ, когда NBC приобрела её у Chicago Daily News 1 ноября 1931 года; как WTAM, WMAQ и WENR-WLS также были чистыми каналами. Затем 10 июня 1932 г. КПО была куплена у Hale Bros., официально объединив её с KGO. В октябре прошлого года KPO стала одной из ведущих станций NBC Gold Network, региональной сети станций, которая также транслировала программы Blue Network. WRC был объединен с WMAL в 1933 году, когда NBC взяла на себя управление этой станцией от владельца-основателя М. А. Лиза по договору аренды.
В 1927 г. операционный отдел NBC, включая WEAF и WJZ, переехал в здание на Пятую авеню, 711, спроектированное архитектором Ллойдом Брауном. В студиях были элементы готической архитектуры, Римского форума и стиля Людовика XIV, что резко контрастировало с радиостудиями той эпохи; Раймонд Худ спроектировал их, полагая, что хорошо спроектированная студия может служить аудиторией для исполнителей. Из-за быстрого роста NBC сеть переросла эти объекты. RCA согласилась на аренду в мае 1930 г. в качестве ведущего арендатора Рокфеллер-плаза, 30, которая все ещё строилась, включая студийный комплекс для NBC и театры для принадлежащей RCA RKO Radio Pictures. Названная RCA Building в мае 1932 г., сделка была организована через основателя и финансиста Рокфеллеровского центра Джона Д. Рокфеллера-младшего вместе с председателем GE Оуэном Д. Янгом, Дэвидом Сарноффом и Рэймондом Худом. RCA была выделена в отдельную полностью независимую компанию в 1932 г. на основании указа о согласии с Министерством юстиции США, разрешающего антимонопольные обвинения; Westinghouse и GE отказались от своих долей в компании, а также были сняты ограничения, созданные в результате соглашений RCA о перекрестном лицензировании почти 4000 патентов. Торжественная трансляция по обеим сетям NBC 11 ноября 1933 года официально открыла студию «Radio City» в здании RCA Building, в которой Сарнофф, Янг, президент NBC Мерлин Х. Эйлсворт и генеральный директор BBC Джон Рейт участвовали в трансатлантическом разговоре в прямом эфире. «Радио Сити» занимало десять этажей здания RCA с тридцатью пятью студиями при поддержке более 2 км (1,250 миль) проводки и 143 (89 миль) кабелей.

### Филиалы
К 1939 г. Red и Blue конкурировали с CBS и Mutual Broadcasting System в обеспечении общенационального покрытия. В рекламных прейскурантах NBC того периода были указаны «базовые» и «дополнительные» аффилированные станции. Рекламодателей поощряли покупать время для своих программ на полном «базовом» составе (плюс любые «дополнительные» станции, которые они хотели), но это было темой для переговоров. Для рекламодателей Red Network было обычным делом размещать шоу на станциях Blue Network на определённых рынках (и наоборот). Дополнительные станции обычно располагались в небольших городах вдали от магистральных линий сети. Такие станции обычно предлагались рекламодателям как в составе Red, так и в Blue Network..
По состоянию на начало 1939 года NBC Red была разделена на пять географических регионов с основными и дополнительными станциями: Восток (16, 16); Средний Запад (8, 15); Юг (7, 30), Горы (2, 9) и Тихоокеанский (5, 7). Например, в Луисвилле, штат Кентукки, на более крупном рынке, основной станцией была WAVE, дополнительной была WGRC, также являвшейся основным филиалом Mutual.

## Комментарии
1. ↑  The phrase "red network" was used in press and promotional coverage starting in 1927; the network itself was not formally named "NBC Red" until 1936.[1]
2. ↑  Coincidentally, Victor Talking Machine Company was purchased by RCA outright in 1929.[38]